# Hôn nhân cùng giới ở Quần đảo Falkland
Hôn nhân cùng giới đã được hợp pháp tại Quần đảo Falkland kể từ ngày 29 tháng 4 năm 2017.

## Lịch sử
Vào ngày 13 tháng 5 năm 2015, Tổng chưởng lý đề nghị Hội đồng điều hành xem xét việc hợp pháp hóa hôn nhân cùng giới hoặc quan hệ đối tác dân sự. Vào ngày 13 tháng 1 năm 2016, sau khi tham khảo ý kiến cộng đồng, Hội đồng đã chỉ thị cho Bộ trưởng Tư pháp chuẩn bị sửa đổi Pháp lệnh Hôn nhân của hòn đảo, để cho phép kết hôn cùng giới. Cuộc tham vấn cộng đồng cho thấy 90% số người được hỏi ủng hộ hôn nhân cùng giới và 94% ủng hộ quan hệ đối tác dân sự cho tất cả các cặp vợ chồng.